# Sumbing
El Sumbing, mont Sumbing o Gunung Sumbing és un estratovolcà actiu que es troba al centre de l'illa de Java, Indonèsia. S'eleva fins als 3.371 msnm i és la tercera muntanya més alta de l'illa de Java, després del mont Semeru i el mont Slamet. Té una prominència de 2.577 metres. Junt amb el seu veí, el mont Sindoro, forma uns cims bessons. L'última erupció registrada va tenir lloc el 1730.